# مدیمیون
مدیمیون (انگلیسی: MedImmune) شرکت داروسازی آمریکایی است، که در سال ۱۹۸۸ تأسیس شد.